# Baron Luke

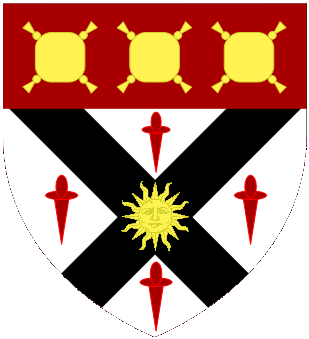
Wappen der Barone Luke

Baron Luke, of Pavenham in the County of Bedford, ist ein erblicher britischer Adelstitel in der Peerage of the United Kingdom.
Der Titel wurde am 10. Juli 1929 für den Geschäftsmann Sir George Lawson-Johnston (1873–1943) geschaffen.

## Liste der Barone Luke (1929)
- George Lawson-Johnston, 1. Baron Luke (1873–1943)
- Ian Lawson-Johnston, 2. Baron Luke (1905–1996)
- Arthur Lawson-Johnston, 3. Baron Luke (1933–2015)
- Ian Lawson-Johnston, 4. Baron Luke (* 1963)

Titelerbe (Heir apparent) ist der Sohn des jetzigen Titelinhabers, Samuel Lawson-Johnston (* 2000).